# Archgoat
Archgoat este o formație finlandeză de black metal înființată în 1989 de frații gemeni Ritual Butcherer (chitară) și Lord Angelslayer (bas și voce). A fost una dintre primele formații de black metal din Finlanda, alături de Barathrum, Impaled Nazarene și Beherit. Membrii Archgoat sunt adepți ai filosofiei satanismului și ocultismului.

## Istorie
Archgoat este considerată una dintre cele mai influente formații de metal din Finlanda. Grupul s-a format în Turku în 1989, deși prima lor înregistrare - intitulată Jesus Spawn - a fost lansată abia în 1991. Anul următor, aceștia au semnat un contract cu casa de discuri Necropolis Records⁠(d). În 1993, extended play-ul Angelcunt (Tales of Desecration) a fost lansat. Din cauza unui dezacord cu privire la condițiile contractuale, formația a refuzat să lanseze înregistrările.
În 1993, Archgoat a intrat în hiatus, declarând că nu vor să facă parte dintr-o scenă black metal „mainstream”. Au revenit pe scena muzicală în 2004, odată cu lansarea albumului Angelslaying Black Fucking Metal prin intermediul casei de discuri Hammer of Hate Records. Albumul de debut, Whore of Bethlehem, a fost lansat în septembrie 2006, iar în primăvara anului 2007 au organizat un turneu european împreună cu formația Black Witchery⁠(d). Concertul live a fost lansat sub denumirea Desecration & Sodomy în 2008. În 2020, aceștia au lansat albumul live Black Mass XXX pentru a comemora 30 de ani de activitate.

## Membrii formației
- Angelslayer (Rainer Puolakanaho) bas, voce – (1989–1993, 2004–prezent)
- Ritual Butcherer (Kai Puolakanaho) chitară, bas – (1989–1993, 2004–prezent)
- Tobe Goat Aggressor (Tuukka Franck) – (2017-prezent)[7]

### Foști membri
- Blood Desecrator (Tommi) baterie – (1989–1993)
- Sinister Karppinen (Tuomas Karppinen) baterie – (2005–2015)
- VnoM (Ville Markkanen) baterie – (2015–2017)
- Tastaturi Diabolus Sylvarum (Risto Suomi) – (2014–2018)

## Discografie

### Albume
- Whore of Bethlehem (2006)
- The Light-Devouring Darkness (2009)
- The Apocalyptic Triumphator (2015)
- The Luciferian Crown (2018)
- Worship the Eternal Darkness (2021)

### Extended play
- Angelcunt (Tales of Desecration) (1993)
- Angelslaying Black Fucking Metal (2004)
- Heavenly Vulva (Christ's Last Rites) (2011)
- Eternal Damnation of Christ (2017)
- All Christianity Ends (2022)

### Albume demo
- Jesus Spawn (1991)
- Penis Perversor (1993)